# Jiří Kraus
Jiří Kraus (ur. 25 maja 1935 w Pradze, zm. 23 października 2022) – czeski językoznawca, leksykograf i tłumacz. 

## Życiorys
Ukończył akademię biznesu. Studia z zakresu bohemistyki i rusycystyki ukończył w Wyższej Szkole Języka Rosyjskiego i Literatury w Pradze. W 1964 r. został zatrudniony w Instytucie Języka Czeskiego Czechosłowackiej Akademii Nauk. W latach 1994–2002 był dyrektorem Instytutu Języka Czeskiego Akademii Nauk Republiki Czeskiej. W 1995 r. został mianowany profesorem.
Poświęcił się działalności popularyzatorskiej, m.in. w zakresie czeskiej ortografii. Członek Stowarzyszenia Stenografów Czeskich.
Władał szeregiem języków obcych, m.in. angielskim, niemieckim, francuskim i rosyjskim.

## Twórczość

### Twórczość własna
- Kvantitativní rozbor řídícího stylu, 1966
- Přirozený jazyk v informačních systémech, 1974
- Úvod do stylistiky pro informační pracovníky, 1977
- Rétorika v dějinách jazykové komunikace, 1981
- O jazyce a stylu pro informační pracovníky, 1987
- Praktické kapitoly z českého jazyka, 1992, ISBN 80-900147-4-7
- Akademický slovník cizích slov, Díl 1 (A–K), 1995, ISBN 80-200-0523-4, wraz z Věrą Petráčkovą i kolektywem autorów
- Akademický slovník cizích slov, Díl 2 (L–Ž), 1995, ISBN 80-200-0524-2, wraz z Věrą Petráčkovą i kolektywem autorów
- Akademický slovník cizích slov (A–Ž), 1997, ISBN 80-200-0607-9, wraz z Věrą Petráčkovą i kolektywem autorów
- Rétorika v evropské kultuře, 1998, ISBN 80-200-0659-1
- Písemnosti v našem životě, 2005, ISBN 80-7168-920-3
- Nový akademický slovník cizích slov A–Ž, 2005, ISBN 80-200-1351-2 (váz.), ISBN 80-200-1415-2 (chyb.)
- Člověk mluvící, 2011, ISBN 978-80-7335-258-5

### Tłumaczenia
- Wiktor Niekrasow: V stalingradských zákopech, 1973
- Siergiej Mstisławski: Opásán ocelí, 1978
- A.D. Szwejcer: Úvod do sociolingvistiky, 1983